# Nyágó
Nyágó (szlovákul: Ňagov, ukránul: Nyahiv) község Szlovákiában, az Eperjesi kerület Mezőlaborci járásában.

## Fekvése
Mezőlaborctól 2 km-re keletre, a Laborc felső folyásának keleti oldalán fekszik.

## Története
1557-ben „Nyago” néven említik először, amikor 6 és fél porta után adózott. A homonnai uradalom része volt. A 18. századtól a Soós és más családok birtoka. 1715-ben malom, 16 lakatlan és 24 lakott ház állt a községben. 1787-ben 62 házában 396 lakos élt.
A 18. század végén Vályi András így ír róla: „NYAGO. Orosz falu Zemplén Várm. földes Urai több Uraságok, lakosai leg inkább ó hitűek, fekszik Csabalóczhoz fél, Laborczhoz is fél órányira, határja két nyomásbéli, hegyes, agyagos, zabot, tatárkát, kölest, és árpát, tavasz búzát is terem, bikfa erdeje van, piatzok Homonnán, és Sztropkón 6 órányira.”
1828-ban 48 háza és 377 lakosa volt.
Fényes Elek 1851-ben kiadott geográfiai szótárában így ír a faluról: „Nyagó, orosz falu, Zemplén vmegyében, Papina fil. 4 rom., 270 g. kath., 12 zsidó lak., 707 h. szántóföldekkel. F. u. Szirmay, Sós, Orosz.”
Borovszky Samu monográfiasorozatának Zemplén vármegyét tárgyaló része szerint: „Nyágó, a gácsi határszélen fekszik. Ruthén kisközség 68 házzal és 395 gör. kath. vallású lakossal. Postája, távírója és vasúti állomása Mezőlaborcz. A homonnai uradalomhoz tartozott s az újabb korban a Szirmay, Orosz és Soós családok voltak földesurai. Most XXIV. Reuss herczegnek van itt nagyobb birtoka. A község gör. kath. temploma 1800-ban épült.”
A 20. században a Reuss család birtoka. 1920 előtt Zemplén vármegye Mezőlaborci járásához tartozott.

## Népessége
| Év:            | 1994. | 2004.    | 2014.   | 2024.    |
| -------------- | ----- | -------- | ------- | -------- |
| Emberek száma: | 472   | 418      | 430     | 365      |
| Eltérés:       |       | -11,44 % | +2,87 % | -15,11 % |

| Év:            | 2023. | 2024.   |
| -------------- | ----- | ------- |
| Emberek száma: | 363   | 365     |
| Eltérés:       |       | +0,55 % |

1910-ben 438, túlnyomórészt ruszin lakosa volt.
2001-ben 431 lakosából 356 ruszin és 67 szlovák volt.
2011-ben 436 lakosából 245 ruszin és 157 szlovák.

## Nevezetességei
- Görögkatolikus temploma 1793-ban épült barokk stílusban.